# Goal! 3
„Goal! 3“ е излезлият през 2008 година филм на режисьора Майкъл Аптид и сценаристите Майк Джефрис, Ейдриън Бъчарт и Тери Лоън. Филмът е третата и последна част на футболната трилогия с Куно Бекер, Алесандро Нивола и Ана Фрийл.
Снимките на „Goal! 3“ започват през юни и юли 2006, по време на тогавашното световното първенство. Филмът ще включва някои от играчите на отбора на Мексико.

## Сюжет
Внимание:  Текстът по-долу разкрива сюжета на произведението (или части от него)!
Goal 3 е последният филм от футболната трилогия Goal, чието действие се развива по време на Световното първенство по футбол през 2006 година в  Германия. Той проследява възхода на изгряващата звезда на световния футбол Сантяго Мунез, защитаващ цветовете на Мексиканския национален отбор.

## Актьорски състав
- Куно Бекер – Сантяго Мунес
- Алесандро Нивола – Гейвин Харис
- Ана Фрийл – Роз Хармисън
- Стивън Дилейн – Глен Фой
- Сантяго Кабрера – Диего Ривера
- Дейвид Бекъм – себе си
- Франсис Барбър – Керъл Хармисън
- Мириам Колън – Мерседес
- Елизабет Пеня – Роса Мария
- Хидетоши Наката – себе си
- Куаутемок Бланко – себе си
- Нери Кастильо – себе си
- Рафаел Маркес – себе си
- Гийермо Очоа – себе си
- Андрес Гуардадо – себе си
- Хосе Антонио Кастро – себе си
- Джони Магалон – себе си
- Диего Делгадо – себе си
- Тим Алън – себе си